# Bågguldsteklar
Bågguldsteklar (Philoctetes) är ett släkte av guldsteklar (Chrysididae).

## Arter
- Philoctetes abeillei Du Buysson, 1892
- Philoctetes bidentulus (Lepeletier, 1806)
- Philoctetes bogdanovii (Radoszkowski, 1877)
- Philoctetes caudatus (Abeille de Perrin, 1878)
- Philoctetes chobauti Du Buysson, 1896
- Philoctetes dusmeti Trautmann, 1926
- Philoctetes friesei (Mocsáry, 1889)
- Philoctetes helveticus (Linsenmaier, 1959)
- Philoctetes horvathi (Mocsáry, 1889)
- Philoctetes micans (Klug, 1835)
- Philoctetes omaloides Du Buysson, 1888
- Philoctetes perraudini (Linsenmaier, 1968)
- Philoctetes punctulatus (Dahlbom, 1854)
- Philoctetes putoni (Du Buysson, 1892)
- Philoctetes sareptanus (Mocsáry, 1889)
- Philoctetes tenerifensis (Linsenmaier, 1959)
- Philoctetes truncatus (Dahlbom, 1831) (blå glansguldstekel)